# Monophyllaea stellata
Monophyllaea stellata är en tvåhjärtbladig växtart som beskrevs av Brian Laurence Burtt. Monophyllaea stellata ingår i släktet Monophyllaea och familjen Gesneriaceae. Inga underarter finns listade i Catalogue of Life.